# Teoria względności

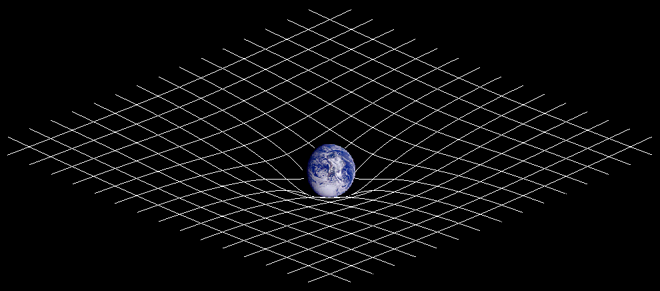
Zakrzywienie czasoprzestrzeni wywołane masą Ziemi

Teoria względności (Alberta Einsteina) – nazwa dwóch klasycznych teorii fizycznych:
- Szczególna teoria względności (STW) – teoria czasoprzestrzeni i ruchu, odnosząca się głównie do inercjalnych układów odniesienia, opublikowana w 1905 roku.
- Ogólna teoria względności (OTW) – teoria grawitacji, która rozszerza prawo powszechnego ciążenia. Uwzględnia ona efekty STW takie jak istnienie prędkości nieprzekraczalnej. Jednocześnie opiera się na zasadzie równoważności i uogólnieniu zasady względności znanej z STW. OTW została sformułowana 10 lat po STW, w 1915 roku[2].

## Geneza
Przesłanką dla wprowadzenia teorii względności była potrzeba usunięcia niezgodności między zasadą względności Galileusza a prawami elektrodynamiki. Pod koniec XIX wieku zauważono, że elektrodynamika łamie zasadę względności. Według panujących wówczas poglądów, każda fala, w tym i światło, porusza się w jakimś ośrodku. Względem tego ośrodka fala ma określoną prędkość, a dla obserwatorów w układach poruszających się jej prędkość jest inna. Tymczasem z praw elektrodynamiki wynika, że światło jest falą, której prędkość była zawsze taka sama, niezależnie od prędkości obserwatora. Nie powiodły się próby podważenia elektrodynamiki ani jej dostosowanie do zasady względności. Okazało się też, że prędkość światła w próżni jest istotnie stała i niezależna od prędkości źródła ani obserwatora (eksperyment Fizeau, doświadczenie Michelsona-Morleya, i inne).
Po zaproponowaniu m.in. przez Lorentza dylatacji czasu i skrócenia długości, Einstein zaproponował zmianę mechaniki newtonowskiej. Zmienił definicje energii i pędu oraz transformację Galileusza zastąpił transformacją Lorentza, co zapewniło zgodność z obserwacjami bez zmiany elektrodynamiki ani zasady względności.